# Psychotria saloiana
Psychotria saloiana är en måreväxtart som beskrevs av Friedrich Ludwig Diels. Psychotria saloiana ingår i släktet Psychotria och familjen måreväxter. Inga underarter finns listade i Catalogue of Life.